# أندرو دالاس
أندرو دالاس (بالإنجليزية: Andrew Dallas)‏ هو حكم كرة قدم بريطاني، ولد في 1 فبراير 1983.